# Kenny McLean
Kenny McLean, né le 8 janvier 1992 à Rutherglen (Écosse), est un footballeur écossais qui évolue au poste de milieu de terrain à Norwich City.

## Biographie
Il participe à la Ligue Europa lors de la saison 2015-2016 avec le club de CND.
Le 22 janvier 2018, il rejoint Norwich City, mais est prêté à Aberdeen.

### Sélection nationale
Le 10 mars 2019, il est appelé pour la première fois par Gordon Strachan pour faire partie de l'équipe nationale d'Écosse.
En juin 2024, il fait partie de la liste des 26 joueurs convoqués par Steve Clarke pour disputer l'Euro 2024 .

## Palmarès
- Aberdeen FC
  - Vice-champion d'Écosse en 2016
  - Finaliste de la Coupe de la Ligue écossaise en 2016
  - Finaliste de Coupe d'Écosse en 2017.

- Norwich City
  - Champion d'Angleterre de deuxième division en 2019 et 2021.

### Distinction personnelle
- Membre de l'équipe-type de Scottish Premier League en 2016 et 2017.